# 直系親族婚
直系親族婚（ちょっけいしんぞくこん）とは夫婦となる者の2人が現在又は過去に直系親族という関係に絡む婚姻のこと。姻族の場合は直系姻族婚（ちょっけいいんぞくこん）とも呼ばれる。近親婚の一種と捉えられることもある。

## 概要
日本では、民法第734条第1項及び第735条により直系親族にあるもの同士は婚姻することができない。この場合の親族は自然血族に留まらず、養子縁組に伴う法定血族や法律婚に伴う姻族も含む。また、民法第734条第2項や第735条により離縁による養子縁組終了や離婚や姻族関係終了等によって直系親族関係を終了した後であっても、一度でも直系親族の関係にあった者同士は法律婚をすることができないと規定されている。養子縁組に伴う法定血族に関しては、縁組前や離縁後に生まれた養子の直系卑属はこれに含まれず、また養子や直系卑属の配偶者、離縁後に配偶者となった者は含まれない。
婚姻又は養子縁組の取消しの場合、元直系親族間として婚姻禁止条項が適用されるかについては説が分かれており、離婚や離縁との類似性から適用を肯定する説が多いが、直系姻族との親子関係意識が希薄になっていることや元々は違法秩序であり、取り消しによって適法秩序に回復された後まで違法秩序を尊重する必要はなく、婚姻障害の存在を認めない説などもみられる。
民法で血がつながっていない義理の直系親族だった者同士の法律婚が禁止されているのは、「家族内の身分階層制を厳格に維持する」という倫理観によるとされている。
なお、養子縁組による法定血族や法律婚に伴う姻族について、親族関係終了後も法律婚が禁止されるのは、あくまでも直系親族関係になった者同士に限られている。そのため、養子縁組や法律婚に伴う傍系親族の間の者同士であれば、（重婚等の他の婚姻禁止規定に該当しない限り）法律婚をすることは可能である。
また、重婚的内縁配偶者を養子とするいわゆる「妾養子」については、配偶者の同意を得れば可能であり、税制や相続等で配偶者ではないものの一親等の卑属法定血族として遇されるという形で親族として扱われるが、配偶者と死別又は離婚した後に「妾養子」と再婚することは、離縁して養子縁組を解消しても元養親子間であるためにできない。
民法第734条及び第735条については婚姻の自由や配偶者自由を尊重する観点から、直系親族関係が終了した後にも形式的に親子関係におけるタブーを強制することを疑問視する説が見られる。

## その他
元を含めた直系親族の者同士に該当した場合は民法第740条に基づき、婚姻届は受理されない。戸籍事務担当者が法令違反の有無を確認する。婚姻禁止条項に該当する婚姻届が何らかの事情で受理された場合、各当事者、その親族または検察官は婚姻取消しの請求をすることができる。
元税理士の50歳代の男が2010年4月20日に離婚届を提出した翌日の4月21日に16歳の元妻の連れ子である女子高生との婚姻届を偽造して明石市役所に提出した事件では、民法上不可能な直系姻族だった者同士の法律婚であるにもかかわらず、職員が夫と妻の欄にある名前が酷似していたことで神戸地方法務局明石支局に照会した際に、「形式上、書類が整っていれば受け付けないといけない。養子縁組をしていないなら親子ではなく問題はない。」と回答があったこともあり、元直系姻族間の法律婚を禁じた民法第735条の規定に気づかないまま誤って受理してしまう事件が起こった。そのため、男と女子高生は戸籍上「夫婦」の状態になったが、女子高生側は戸籍訂正許可を求める申し立てを行い、神戸家裁明石支部が6月1日に許可し、明石市が6月下旬に戸籍を誤って記載される前の状態に戻す「戸籍再製」手続きを取ったことで、女子高生の戸籍は元通りになり、男と夫婦だった形跡も残らない状態となった。明石市はミスを認めて再発防止を確約し、女子高生側に謝罪の意味を込めて解決金100万円を支払った。男は5月5日に有印私文書偽造罪の容疑で警察に逮捕されたが、7月2日までに不起訴となった。